# Fernanda Borges

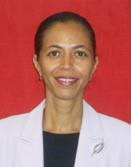
Fernanda Borges

Fernanda Mesquita Borges (* 3. Februar 1969 in Dili, Portugiesisch-Timor) ist Gründerin und Parteivorsitzende der osttimoresischen Partido Unidade Nacional PUN (Partei der Nationalen Einheit).

## Werdegang
Während der indonesischen Besatzungszeit war Borges Flüchtling in Australien. Sie studierte an der University of Wollongong und an der University of New England. Ihren Abschluss erhielt sie als Bachelor of Commerce in Wirtschaft und mit einem MBA in Business Law und Public Sector Management. Danach arbeitete sie zehn Jahre in einer Bank in Sydney. Nach ihrer Rückkehr nach Osttimor arbeitete Borges zunächst für die UNTAET-Verwaltung Osttimors der Vereinten Nationen als wirtschaftliche Beraterin, Verantwortliche für Finanzen, Budget und wirtschaftliche Fragen und Spezialassistent für den stellvertretenden Repräsentanten des Generalsekretärs der Vereinten Nationen in Osttimor. 2001 wurde sie zur Finanzministerin durch den National Consultative Council (NCC) ernannt. Von diesem Amt trat sie im April 2002 zurück. Danach arbeitete Borges als Finanzberaterin des Bischofs von Dili.
Im Oktober 2005 gründete Borges die Nationalpartei aus der die 2007 offiziell registrierte PUN wurde. Mit der PUN trat sie zu den Parlamentswahlen am 30. Juni 2007 an und 4,55 % gewann. Borges wurde Fraktionsvorsitzende der PUN im Nationalparlament Osttimors. Hier war sie Mitglied in der Kommission für konstitutionelle Angelegenheiten, Justiz, Öffentliche Verwaltung, lokale Rechtsprechung und Gesetzgebung der Regierung (Kommission A) und der Kommission für Wirtschaft, Finanzen und Korruptionsbekämpfung (Kommission C). Außerdem wurde sie zum Mitglied des Conselho Superior de Defesa e Segurança gewählt. Bei den Neuwahlen 2012 scheiterte die PUN an der Drei-Prozent-Hürde.

## Privates
Fernanda Borges spricht fließend Tetum, Portugiesisch und Englisch. Sie hat ihren Wohnsitz in Dili und ist Mutter dreier Kinder.

## Belege
- Partido Nacional: Founder (Seite nicht mehr abrufbar. Suche in Webarchiven) (englisch)